# Canton des Corbières
Le canton des Corbières, précédemment appelé canton de Fabrezan, est une circonscription électorale française du département de l'Aude créée par le décret du 21 février 2014 et entrée en vigueur lors des élections départementales de 2015.

## Histoire
Un nouveau découpage territorial de l'Aude entre en vigueur en mars 2015, défini par le décret du 21 février 2014, en application des lois du 17 mai 2013 (loi organique 2013-402 et loi 2013-403). Les conseillers départementaux sont, à compter de ces élections, élus au scrutin majoritaire binominal mixte. Les électeurs de chaque canton élisent au Conseil départemental, nouvelle appellation du Conseil général, deux membres de sexe différent, qui se présentent en binôme de candidats. Les conseillers départementaux sont élus pour six ans au scrutin binominal majoritaire à deux tours, l'accès au second tour nécessitant 12,5 % des inscrits au premier tour. En outre la totalité des conseillers départementaux est renouvelée. Ce nouveau mode de scrutin nécessite un redécoupage des cantons dont le nombre est divisé par deux avec arrondi à l'unité impaire supérieure si ce nombre n'est pas entier impair, assorti de conditions de seuils minimaux. Dans l'Aude, le nombre de cantons passe ainsi de 35 à 19.
Au 1er janvier 2016, le canton de Fabrezan devient le canton des Corbières par décret pris le 27 décembre 2015.

## Représentation
| Période élective | Période élective | Mandat | Mandat   | Identité           | Nuance | Nuance | Qualité |
| ---------------- | ---------------- | ------ | -------- | ------------------ | ------ | ------ | --- |
| 2015             | 2021             | 2015   | 2021     | Hervé Baro         |        | PS     | Enseignant retraité, ancien responsable syndical Maire de Termes Premier Vice-Président du Conseil départemental Sénateur suppléant de Gisèle Jourda (2014-2020) |
| 2015             | 2021             | 2015   | 2021     | Isabelle Géa-Péris |        | PS     | Adjoint administratif principal hospitalier Maire de Fabrezan depuis 2015                                                                                        |
| 2021             | 2028             | 2021   | en cours | Hervé Baro         |        | PS     | Conseiller sortant, Premier Vice-Président du conseil départemental, délégué aux solidarités territoriales                                                       |
| 2021             | 2028             | 2021   | en cours | Kattalin Fortuné   |        | EELV   | Cheffe de service biodiversité au Parc Naturel régional de Narbonne Méditerranée                                                                                 |

### Résultats détaillés

#### Élections de mars 2015
À l'issue du 1er tour des élections départementales de 2015, deux binômes sont en ballottage : Hervé Baro et Isabelle Gea (PS, 44,42 %) et Christophe Klouchi et Marie-Élisabeth Sicre (FN, 36,26 %). Le taux de participation est de 60,53 % (7 717 votants sur 12 748 inscrits) contre 57,46 % au niveau départemental et 50,17 % au niveau national.
Au second tour, Hervé Baro et Isabelle Gea (PS) sont élus avec 62,68 % des suffrages exprimés et un taux de participation de 63,21 % (4 472 voix pour 8 058 votants et 12 748 inscrits).

#### Élections de juin 2021
Le premier tour des élections départementales de 2021 est marqué par un très faible taux de participation (33,26 % au niveau national). Dans le canton des Corbières, ce taux de participation est de 44,91 % (5 866 votants sur 13 063 inscrits) contre 39,73 % au niveau départemental. À l'issue de ce premier tour, deux binômes sont en ballottage : Hervé Baro et Kattalin Fortuné (Union à gauche avec des écologistes, 49,41 %) et Francis Pla et Anne Pujol (RN, 26,16 %).
Le second tour des élections est marqué une nouvelle fois par une abstention massive équivalente au premier tour. Les taux de participation sont de 34,3 % au niveau national, 39,98 % dans le département et 44,47 % dans le canton des Corbières. Hervé Baro et Kattalin Fortuné (Union à gauche avec des écologistes) sont élus avec 66,52 % des suffrages exprimés (3 515 voix pour 5 810 votants et 13 064 inscrits),,.

## Composition
Le nouveau canton comprend cinquante-quatre communes entières.
| Nom                              | Code Insee | Intercommunalité                               | Superficie (km2) | Population (dernière pop. légale) | Densité (hab./km2) | Modifier                                    |
| -------------------------------- | ---------- | ---------------------------------------------- | ---------------- | --------------------------------- | ------------------ | ------------------------------------------- |
| Fabrezan (bureau centralisateur) | 11132      | CC Région Lézignanaise, Corbières et Minervois | 28,62            | 1 254 (2022)                      | 44                 | modifier les données · modifier les données |
| Albas                            | 11006      | CC Région Lézignanaise, Corbières et Minervois | 22,69            | 78 (2022)                         | 3,4                | modifier les données · modifier les données |
| Albières                         | 11007      | CC Région Lézignanaise, Corbières et Minervois | 17,25            | 111 (2022)                        | 6,4                | modifier les données · modifier les données |
| Auriac                           | 11020      | CC Région Lézignanaise, Corbières et Minervois | 20,93            | 33 (2022)                         | 1,6                | modifier les données · modifier les données |
| Bouisse                          | 11044      | CC Région Lézignanaise, Corbières et Minervois | 25,44            | 103 (2022)                        | 4,0                | modifier les données · modifier les données |
| Boutenac                         | 11048      | CC Région Lézignanaise, Corbières et Minervois | 22,96            | 739 (2022)                        | 32                 | modifier les données · modifier les données |
| Camplong-d'Aude                  | 11064      | CC Région Lézignanaise, Corbières et Minervois | 12,28            | 385 (2022)                        | 31                 | modifier les données · modifier les données |
| Cascastel-des-Corbières          | 11071      | CC Région Lézignanaise, Corbières et Minervois | 15,38            | 216 (2022)                        | 14                 | modifier les données · modifier les données |
| Coustouge                        | 11110      | CC Région Lézignanaise, Corbières et Minervois | 9,67             | 116 (2022)                        | 12                 | modifier les données · modifier les données |
| Cucugnan                         | 11113      | CC Corbières Salanque Méditerranée             | 15,33            | 121 (2022)                        | 7,9                | modifier les données · modifier les données |
| Davejean                         | 11117      | CC Région Lézignanaise, Corbières et Minervois | 13,36            | 147 (2022)                        | 11                 | modifier les données · modifier les données |
| Dernacueillette                  | 11118      | CC Région Lézignanaise, Corbières et Minervois | 7,75             | 44 (2022)                         | 5,7                | modifier les données · modifier les données |
| Duilhac-sous-Peyrepertuse        | 11123      | CC Corbières Salanque Méditerranée             | 21,09            | 145 (2022)                        | 6,9                | modifier les données · modifier les données |
| Durban-Corbières                 | 11124      | CC Corbières Salanque Méditerranée             | 25,90            | 644 (2022)                        | 25                 | modifier les données · modifier les données |
| Embres-et-Castelmaure            | 11125      | CC Corbières Salanque Méditerranée             | 32,20            | 158 (2022)                        | 4,9                | modifier les données · modifier les données |
| Félines-Termenès                 | 11137      | CC Région Lézignanaise, Corbières et Minervois | 10,01            | 133 (2022)                        | 13                 | modifier les données · modifier les données |
| Ferrals-les-Corbières            | 11140      | CC Région Lézignanaise, Corbières et Minervois | 15,95            | 1 267 (2022)                      | 79                 | modifier les données · modifier les données |
| Fontcouverte                     | 11148      | CC Région Lézignanaise, Corbières et Minervois | 9,97             | 574 (2022)                        | 58                 | modifier les données · modifier les données |
| Fontjoncouse                     | 11152      | CC Corbières Salanque Méditerranée             | 27,35            | 139 (2022)                        | 5,1                | modifier les données · modifier les données |
| Fraissé-des-Corbières            | 11157      | CC Corbières Salanque Méditerranée             | 19,10            | 221 (2022)                        | 12                 | modifier les données · modifier les données |
| Jonquières                       | 11176      | CC Région Lézignanaise, Corbières et Minervois | 13,66            | 46 (2022)                         | 3,4                | modifier les données · modifier les données |
| Lagrasse                         | 11185      | CC Région Lézignanaise, Corbières et Minervois | 32,20            | 548 (2022)                        | 17                 | modifier les données · modifier les données |
| Lairière                         | 11186      | CC Région Lézignanaise, Corbières et Minervois | 13,08            | 52 (2022)                         | 4,0                | modifier les données · modifier les données |
| Lanet                            | 11187      | CC Région Lézignanaise, Corbières et Minervois | 8,75             | 59 (2022)                         | 6,7                | modifier les données · modifier les données |
| Laroque-de-Fa                    | 11191      | CC Région Lézignanaise, Corbières et Minervois | 20,41            | 141 (2022)                        | 6,9                | modifier les données · modifier les données |
| Luc-sur-Orbieu                   | 11210      | CC Région Lézignanaise, Corbières et Minervois | 9,88             | 1 159 (2022)                      | 117                | modifier les données · modifier les données |
| Maisons                          | 11213      | CC Corbières Salanque Méditerranée             | 12,15            | 52 (2022)                         | 4,3                | modifier les données · modifier les données |
| Massac                           | 11224      | CC Région Lézignanaise, Corbières et Minervois | 11,89            | 28 (2022)                         | 2,4                | modifier les données · modifier les données |
| Montgaillard                     | 11245      | CC Corbières Salanque Méditerranée             | 16,72            | 37 (2022)                         | 2,2                | modifier les données · modifier les données |
| Montjoi                          | 11250      | CC Région Lézignanaise, Corbières et Minervois | 7,18             | 40 (2022)                         | 5,6                | modifier les données · modifier les données |
| Montséret                        | 11256      | CC Région Lézignanaise, Corbières et Minervois | 11,31            | 620 (2022)                        | 55                 | modifier les données · modifier les données |
| Mouthoumet                       | 11260      | CC Région Lézignanaise, Corbières et Minervois | 13,73            | 115 (2022)                        | 8,4                | modifier les données · modifier les données |
| Padern                           | 11270      | CC Corbières Salanque Méditerranée             | 29,79            | 142 (2022)                        | 4,8                | modifier les données · modifier les données |
| Palairac                         | 11271      | CC Région Lézignanaise, Corbières et Minervois | 17,93            | 31 (2022)                         | 1,7                | modifier les données · modifier les données |
| Paziols                          | 11276      | CC Corbières Salanque Méditerranée             | 28,02            | 528 (2022)                        | 19                 | modifier les données · modifier les données |
| Quintillan                       | 11305      | CC Région Lézignanaise, Corbières et Minervois | 16,42            | 57 (2022)                         | 3,5                | modifier les données · modifier les données |
| Ribaute                          | 11311      | CC Région Lézignanaise, Corbières et Minervois | 9,41             | 264 (2022)                        | 28                 | modifier les données · modifier les données |
| Rouffiac-des-Corbières           | 11326      | CC Corbières Salanque Méditerranée             | 16,04            | 71 (2022)                         | 4,4                | modifier les données · modifier les données |
| Saint-André-de-Roquelongue       | 11332      | CC Région Lézignanaise, Corbières et Minervois | 30,81            | 1 400 (2022)                      | 45                 | modifier les données · modifier les données |
| Saint-Jean-de-Barrou             | 11345      | CC Corbières Salanque Méditerranée             | 7,61             | 269 (2022)                        | 35                 | modifier les données · modifier les données |
| Saint-Laurent-de-la-Cabrerisse   | 11351      | CC Région Lézignanaise, Corbières et Minervois | 25,03            | 757 (2022)                        | 30                 | modifier les données · modifier les données |
| Saint-Martin-des-Puits           | 11354      | CC Région Lézignanaise, Corbières et Minervois | 6,94             | 30 (2022)                         | 4,3                | modifier les données · modifier les données |
| Saint-Pierre-des-Champs          | 11363      | CC Région Lézignanaise, Corbières et Minervois | 15,89            | 202 (2022)                        | 13                 | modifier les données · modifier les données |
| Salza                            | 11374      | CC Région Lézignanaise, Corbières et Minervois | 8,34             | 28 (2022)                         | 3,4                | modifier les données · modifier les données |
| Soulatgé                         | 11384      | CC Corbières Salanque Méditerranée             | 24,16            | 130 (2022)                        | 5,4                | modifier les données · modifier les données |
| Talairan                         | 11386      | CC Région Lézignanaise, Corbières et Minervois | 36,29            | 436 (2022)                        | 12                 | modifier les données · modifier les données |
| Termes                           | 11388      | CC Région Lézignanaise, Corbières et Minervois | 18,63            | 49 (2022)                         | 2,6                | modifier les données · modifier les données |
| Thézan-des-Corbières             | 11390      | CC Région Lézignanaise, Corbières et Minervois | 26,38            | 568 (2022)                        | 22                 | modifier les données · modifier les données |
| Tournissan                       | 11392      | CC Région Lézignanaise, Corbières et Minervois | 11,53            | 284 (2022)                        | 25                 | modifier les données · modifier les données |
| Tuchan                           | 11401      | CC Corbières Salanque Méditerranée             | 59,52            | 790 (2022)                        | 13                 | modifier les données · modifier les données |
| Vignevieille                     | 11409      | CC Région Lézignanaise, Corbières et Minervois | 16,72            | 106 (2022)                        | 6,3                | modifier les données · modifier les données |
| Villeneuve-les-Corbières         | 11431      | CC Corbières Salanque Méditerranée             | 24,31            | 252 (2022)                        | 10                 | modifier les données · modifier les données |
| Villerouge-Termenès              | 11435      | CC Région Lézignanaise, Corbières et Minervois | 19,41            | 163 (2022)                        | 8,4                | modifier les données · modifier les données |
| Villesèque-des-Corbières         | 11436      | CC Corbières Salanque Méditerranée             | 31,69            | 379 (2022)                        | 12                 | modifier les données · modifier les données |
| Canton des Corbières             | 1107       |                                                | 1 025,06         | 16 461 (2022)                     | 16                 | modifier les données                        |

## Démographie
En 2022, le canton comptait 16 461 habitants, en évolution de +1,99 % par rapport à 2016 (Aude : +2,65 %, France hors Mayotte : +2,11 %).
| 2013   | 2018   | 2022   |
| ------ | ------ | ------ |
| 16 043 | 16 210 | 16 461 |